# Lađevačko Selište
 Lađevačko Selište  falu Horvátországban, Károlyváros megyében. Közigazgatásilag Szluinhoz tartozik.

## Fekvése
Károlyvárostól 45 km-re délre, községközpontjától 5 km-re délkeletre, a Kordun területén fekszik.

## Története
A falunak 1857-ben 374, 1910-ben 242 lakosa volt. Trianonig Modrus-Fiume vármegye Szluini járásához tartozott. 2011-ben 11 lakosa volt.

## Lakosság
| Lakosság változása | Lakosság változása | Lakosság változása | Lakosság változása | Lakosság változása | Lakosság változása | Lakosság változása | Lakosság változása | Lakosság változása | Lakosság változása | Lakosság változása | Lakosság változása | Lakosság változása | Lakosság változása | Lakosság változása | Lakosság változása |
| ------------------ | ------------------ | ------------------ | ------------------ | ------------------ | ------------------ | ------------------ | ------------------ | ------------------ | ------------------ | ------------------ | ------------------ | ------------------ | ------------------ | ------------------ | ------------------ |
| 1857               | 1869               | 1880               | 1890               | 1900               | 1910               | 1921               | 1931               | 1948               | 1953               | 1961               | 1971               | 1981               | 1991               | 2001               | 2011               |
| 374                | 216                | 204                | 241                | 274                | 242                | 227                | 262                | 242                | 256                | 210                | 195                | 0                  | 0                  | 67                 | 11                 |